# 甲子園学院中学校・高等学校
甲子園学院中学校・高等学校（こうしえんがくいんちゅうがっこう・こうとうがっこう）とは、兵庫県西宮市にある私立女子中学校・高等学校。

## 概要
兵庫県内の私立学校で唯一新しい歴史教科書をつくる会を採用しており、学校行事で高野山へ墓参り・修学旅行で靖国神社参拝・毎年3月3日に物故者追悼行事を行うなど宗教色のある行事が多い学校だが、カリキュラムの中に宗教の時間はない。甲子園短大進学コースでは2年生から短期大学との連携授業を受けることができ、在学時に所得した単位は甲子園短大に進学後も既に修得済みの単位としている。
高等学校は、2016年からは現行のコースを改組し6つの新コース制になるが、他校に比べ中学校の人数が少なくどの学年も1クラスしかない。
最寄り駅は阪急電鉄（神戸本線・今津線）西宮北口駅とJR神戸線（東海道本線）甲子園口駅　（JRの方が若干近いがどちらの駅からもバスが出ている）。
成績が一定の基準に達していない場合や年間の欠席日数が25日を超えた場合は進級・卒業不可となる。
クラブ活動では水泳部（特に飛び込み種目）が強いことで有名な学校である。
文科系では書道部が「第38回私学の書展」最優秀団体賞を受賞し、近年吹奏楽部もコンクールを受賞するなど実績を多く積み上げてきている。
2006年から『AIS主催 国際バレエスクール』と提携し、難関大学へ合格者を出すなど進学面でも実績を上げている。

## 沿革
- 1941年 甲子園高等女学校として開校
- 1948年 新制中学校・高等学校となる
- 1991年 創立50周年記念式典を挙行
- 2000年 シンクロナイズドスイミング選手米田祐子・米田容子姉妹が来校（※当時2人の父親が本校で体育教師として勤務していた縁で実現）
- 2001年 創立60周年記念式典を挙行
- 2001年 美術資料館久米アートミュージアム開設
- 2004年 関西テレビ「ボク達同級生！プロ野球40年会vsプロ野球48年会」の収録で古田敦也監督兼選手・マイク仲田（仲田幸司）・カツノリ（野村克則）・門倉健選手が来校
- 2005年 大阪市西部・阪神地区をエリアに持つCATVベイコミュニケーションズ「ようこそわが校へ」の取材を受ける
- 2006年 『AIS主催 国際バレエスクール』と提携
- 2006年 第88回全国高等学校野球選手権兵庫大会開会式で本校の生徒が始球式に登板
- 2006年 のじきく高校総体で水泳部が優勝
- 2007年 大学合格実績水増し問題発覚
- 2015年 リクルートが配信・提供するインターネット予備校「受験サプリ」を学習カリキュラムに取り入れる
- 2015年 全国高等学校総合体育大会水泳競技大会【女子飛込団体】で優勝
- 2015年 関西吹奏楽コンクールで金賞を受賞
- 2015年 甲子園短大進学コースを総合進学コースに合併
- 2016年 高等学校のコースを6コース制に改組

## 学科
- 中学校（中高一貫コース）
- 高等学校普通科（特別進学コース・総合進学コース）
  - 全日制 普通科（単位制）

## 出身者
- いしのようこ（女優・石野真子の妹）芸能活動のため堀越高等学校へ転校。
- 貴千碧（元宝塚歌劇団月組男役）
- 実生友里（元宝塚歌劇団月組）
- 星乃睦実（元宝塚歌劇団花組）
- 久保田久美（バスケットボール選手）
- 榊原紀子（バスケットボール選手）
- 慶山真弓（バスケットボール選手）
- 石川幸子（バスケットボール選手）
- 稲垣早希（お笑いコンビ・桜）
- 浅田梨紗（飛込選手）
- 馬淵優佳（飛込選手）
- 板橋美波（飛込選手）
- 荒井祭里（飛込選手）